# Arab (Alabama)
Arab – miasto w hrabstwach Cullman oraz Marshall, w północno-wschodniej części stanu Alabama, położone 10 mil od Guntersville, jeziora Guntersville i Dam. W roku 2023 miasto zamieszkiwało 8830 osób, a gęstość zaludnienia wynosiła 265,2 osoby/km².